# Rule 3:36
Rule 3:36 é o segundo álbum de estúdio do rapper norte-americano Ja Rule, lançado em 10 de Outubro de 2000 pela gravadora Murder Inc. e pela editora discográfica Def Jam Recordings.
| Críticas profissionais                                                      | Críticas profissionais |
| Avaliações da crítica                                                       | Avaliações da crítica  |
| Fonte                                                                       | Avaliação              |
| --------------------------------------------------------------------------- | ---------------------- |
| Allmusic                                                                    | [ 1 ]                  |
| Entertainment Weekly                                                        | (B)                    |
| HipHopDX                                                                    | [ 3 ]                  |
| RapReviews                                                                  | (4/10)                 |
| Rolling Stone                                                               | [ 5 ]                  |
| Vibe                                                                        | [ 6 ]                  |
| USA Today                                                                   | [ 7 ]                  |
| Esta tabela precisa de ser acompanhada por texto em prosa. Consulte o guia. |                        |

## Faixas
1. "Intro"
2. "Watching Me"
3. "Between Me and You" (com participação de Christina Milian)
4. "Put It on Me" (com participação de Lil' Mo & Vita)
5. "6 Feet Underground"
6. "Love Me, Hate Me"
7. "Die" (com participação de Tah Murdah, Black Child & Dave Bing)
8. "Fuck You" (com participação de 01 & Vita)
9. "I'll Fuck U Girl" (skit)
10. "Grey Box" (skit)
11. "Extasy" (com participação de Tah Murdah, Black Child & Jayo Felony)
12. "It's Your Life" (com participação de Shade Sheist)
13. "I Cry" (com participação de Lil' Mo)
14. "One of Us"
15. "Chris Black" (skit)
16. "The Rule Won't Die"

## Desempenho
Desempenho nas tabelas musicais
| País — Tabela musical (2000)                        | Posição de pico |
| --------------------------------------------------- | --------------- |
| Canadá — Canadian Albums Chart                      | 8               |
| Estados Unidos — Billboard 200                      | 1               |
| Estados Unidos — Top R&B/Hip-Hop Albums (Billboard) | 1               |